# Palaeoxys primigenius
Palaeoxys primigenius är en stekelart som först beskrevs av Quilis 1940.  Palaeoxys primigenius ingår i släktet Palaeoxys och familjen bracksteklar. Inga underarter finns listade i Catalogue of Life.